# Ben Ali
Mahaboob Ben Ali (13 tháng 6 năm 1927 - 7 tháng 10 năm 2009), được gọi là Ben Ali, là một doanh nhân và chủ nhà hàng người Mỹ gốc Indo-Trinidad. Ali đồng sáng lập Ben's Chili Bowl với vợ Virginia Ali, một nhà hàng nổi tiếng nằm trên Phố U ở Washington D.C. vào năm 1958. Ben's Chili Bowl kể từ đó đã thu hút các tổng thống, người nổi tiếng và các chính trị gia.

## Tiểu sử
Mahaboob Ben Ali sinh ra ở San Juan, Trinidad và Tobago thuộc Anh vào ngày 13 tháng 6 năm 1927. Ông là con đầu lòng trong gia đình 7 người ở Ấn Độ theo đạo Hồi. Ông bà của Ali đã nhập cư đến Trinidad từ miền Bắc Ấn Độ do Anh cai trị với tư cách là những người lao động ký hợp đồng. Ông lớn lên ở thị trấn San Juan, nằm ở phía đông thủ đô của thành phố Cảng Tây Ban Nha. Ali chuyển đến Hoa Kỳ năm 1945 khi còn là sinh viên. Ali đã theo học các nhà thơ như Wordsworth, Chaucer và Shakespeare khi ở Trinidad, ban đầu dự định trở thành một bác sĩ y khoa. Ali đăng ký học tại Đại học Nebraska, nhưng bị gãy lưng do ngã xuống thang máy khi ở trường. Ông đã dành nhiều tháng để hồi phục sau vụ tai nạn. Sau khi hồi phục, Ali theo học bốn trường đại học riêng biệt trước khi lấy bằng cử nhân từ Đại học Howard ở Washington, D.C.
Do các lệnh cấm của Hồi giáo đối với việc tiêu thụ thịt lợn, Ben Ali không bao giờ tiêu thụ một số món ăn phổ biến của nhà hàng.
Chương trình Man vs. Food - S02E12 - Washington, DC được thực hiện để tưởng nhớ ông.